# Ющенко, Владимир Викторович
Ющенко Владимир Викторович (1928, Максимовичи, Полесский район — 4 февраля 2007, Тюмень) — советский передовик производства в металлургии, старший оператор-вальцовщик Западно-Сибирского металлургического завода имени 50-летия Великого Октября Министерства чёрной металлургии СССР. Герой Социалистического Труда (1971).

## Биография
Родился в 1928 году селе Максимовичи Киевской области в украинской крестьянской семье.
С 1941 года в период Великой Отечественной войны начал свою трудовую деятельность — пастухом в местном колхозе. С 1944 года после окончания ремесленного училища в возрасте шестнадцати лет, В. В. Ющенко начал работать в должности машиниста пульта управления обжимного цеха Кузнецкого металлургического комбината. В 1948 году без отрыва от основной работы В. В. Ющенко закончил Новокузнецкий транспортно-технологический техникум.
24 февраля 1954 года Указом Президиума Верховного Совета СССР «за заслуги в труде» Владимир Викторович Ющенко был награждён Медалью «За трудовое отличие».
С 1944 по 1968 годы работая на Кузнецком металлургическом комбинате, В. В. Ющенко было освоено несколько специальностей прокатчика. 25 мая 1964 года В. В. Ющенко первым в истории Кузнецкого металлургического комбината было прокатано за смену — 4750 тонн стали. C 1968 года начал работать прокатчиком на Западно-Сибирском металлургическом заводе, за время работы на данном предприятии, В. В. Ющенко принадлежит рекордная выработка — восемьдесят четыре слитка в горячий час и около 356 слитков за смену.
30 марта 1971 года Указом Президиума Верховного Совета СССР «за выдающиеся успехи, достигнутые в выполнении заданий пятилетнего плана по развитию чёрной металлургии» Владимиру Викторовичу Ющенку было присвоено звание Героя Социалистического Труда с вручением Медали «Серп и Молот» и Орденом Ленина.
После выхода на заслуженный отдых жил в Тюменской области.

## Награды
- Медаль «Серп и Молот» (30.03.1971)
- Орден Ленина (30.03.1971)
- Медаль «За трудовое отличие» (24.02.1954)